# Santa Claudia (pera)
Santa Claudia, es el nombre de una variedad cultivar de pera europea Pyrus communis. Esta pera está cultivada en la colección de la Estación Experimental Aula Dei (Zaragoza). Esta pera también está cultivada en diversos viveros entre ellos algunos dedicados a conservación de árboles frutales en peligro de desaparición. Esta pera variedad muy antigua es originaria de España, en Zaragoza (comunidad autónoma de Aragón), y tuvo su mejor época de cultivo comercial antes de la década de 1960, y actualmente en menor medida aún se encuentra.

## Sinonimia
- "Santa Claudia 693 AD".

## Historia
En España 'Santa Claudia' está considerada incluida en las variedades locales autóctonas muy antiguas, cuyo cultivo se centraba en comarcas muy definidas. Se caracterizaban por su buena adaptación a sus ecosistemas y podrían tener interés genético en virtud de su adaptación. Se encontraban diseminadas por todas las regiones fruteras españolas, aunque eran especialmente frecuentes en la España húmeda. Estas se podían clasificar en dos subgrupos: de mesa y de cocina (aunque algunas tenían aptitud mixta).
'Santa Claudia' es una variedad clasificada como de mesa, se utiliza también en la cocina, difundido su cultivo en el pasado por los viveros comerciales y cuyo cultivo en la actualidad se ha reducido a huertos familiares y jardines privados.

## Características
El peral de la variedad 'Santa Claudia' tiene un vigor medio; florece a finales de abril; tubo del cáliz muy pequeño, en embudo de boca semicerrada, con conducto estrechísimo de longitud media, en los casos de ojo caduco limitado a dicho conducto.
La variedad de pera 'Santa Claudia' tiene un fruto de tamaño variable generalmente mediano; forma turbinada, cuello bastante acentuado, simétrica o asimétrica, con el contorno irregular, ondulado; piel áspera y seca, total o parcialmente ruginosa-"russeting"; color de fondo verdoso o amarillo dorado, con chapa o sin ella, exhibe una capa ruginosa-"russeting" de color rojizo anaranjado muy compacta en la cavidad del ojo extendiéndose en toda su parte inferior, generalmente en estrías desde la base del pedúnculo y en punteado manchitas y maraña más o menos tupida por el resto, las zonas menos compactas dejan ver el color verdoso o amarillo dorado del fondo, excepcionalmente se dan frutos totalmente ruginosos, "russeting" (pardeamiento áspero superficial que presentan algunas variedades) muy fuerte; pedúnculo largo, fuerte, leñoso, ligeramente engrosado en su extremo superior y también en la base que es carnosa, recto o ligeramente curvo, implantado derecho o ligeramente oblicuo, cavidad peduncular muy estrecha, casi superficial, a veces limitada a un repliegue en la base del pedúnculo; cavidad calicina estrecha, profundidad variable, en general mediana, con el borde irregularmente ondulado; ojo muy pequeño, con frecuencia caduco, en caso contrario abierto o semi-cerrado, rara vez cerrado. Sépalos muy largos y estrechos, rizados.
Carne de color blanco crema; textura de tipo medio, firme, granulosa; sabor dulce, aromático, bueno; corazón pequeño o mediano. Eje amplio, abierto, interior lanoso. Celdillas medianas. Semillas de tamaño grande, alargadas, con cuello muy marcado e iniciación de espolón, color castaño rojizo.
La pera 'Santa Claudia' tiene una maduración durante el otoño (en E. E. Aula Dei de Zaragoza). Aguanta en buenas condiciones un mes de almacenamiento en un ambiente refrigerado. Se usa como pera de mesa fresca, y en cocina.